# Piroska Szekrényessy
Piroska Szekrényessy (ur. 1 maja 1916 w Budapeszcie, zm. 30 października 1990 tamże) – węgierska łyżwiarka figurowa, startująca w parach sportowych z bratem Attilą Szekrényessym. Uczestniczka igrzysk olimpijskich (1936), dwukrotna brązowa medalistka mistrzostw Europy (1936, 1937) oraz 6-krotna mistrzyni Węgier (1937–1939, 1941–1943).

## Osiągnięcia
Z Attilą Szekrényessym
| Zawody               | 1935           | 1936           | 1937           | 1938           | 1939           | 1940           | 1941           | 1942           | 1943           |                |                |                |                |                |                |                |                |
| Międzynarodowe       | Międzynarodowe | Międzynarodowe | Międzynarodowe | Międzynarodowe | Międzynarodowe | Międzynarodowe | Międzynarodowe | Międzynarodowe | Międzynarodowe | Międzynarodowe | Międzynarodowe | Międzynarodowe | Międzynarodowe | Międzynarodowe | Międzynarodowe | Międzynarodowe | Międzynarodowe |
| -------------------- | -------------- | -------------- | -------------- | -------------- | -------------- | -------------- | -------------- | -------------- | -------------- | -------------- | -------------- | -------------- | -------------- | -------------- | -------------- | -------------- | -------------- |
| Igrzyska olimpijskie |                | 4              |                |                |                |                |                |                |                |                |                |                |                |                |                |                |                |
| Mistrzostwa świata   | 4              |                | 4              | 5              | 4              |                |                |                |                |                |                |                |                |                |                |                |                |
| Mistrzostwa Europy   |                | 3              | 3              | 4              |                |                |                |                |                |                |                |                |                |                |                |                |                |
| Krajowe              |                |                |                |                |                |                |                |                |                |                |                |                |                |                |                |                |                |
| Mistrzostwa Węgier   |                |                | 1              | 1              | 1              |                | 1              | 1              | 1              |                |                |                |                |                |                |                |                |